# Xu Ming
Xu Ming (avril 1971 à Dalian - 4 décembre 2015) est un homme d'affaires chinois,  président du conseil d'administration de Dalian Shide Group Co. 

## Biographie
Il semblerait que Xu Ming devait sa fortune à la famille de l'homme politique Bo Xilai à Dalian. En retour, il fut le principal pourvoyeur financier du couple. 
En 2005, Xu Ming est classé par Forbes huitième fortune chinoise. Xu Ming aurait financé les études en Grande-Bretagne de Bo Guagua, le fils de Bo Xilai.
Xu Ming est arrêté en 2012, lors de l'affaire Bo Xilai et témoigne en août 2013, lors du procès de Bo. Il n'existe pas de témoignage concernant le procès de Xu Ming. Le juriste He Weifang a dénoncé sur Weibo, le Twitter chinois, la chape de plomb sur le jugement de Xu Ming, son post a été censuré.
Il meurt en prison le 4 décembre 2015 à l'âge de 44 ans d´un arrêt cardiaque, selon la presse Chinoise, quelques mois avant sa libération.
Xu Ming était président du club de football basé à Dalian, le Dalian Haichang. Le club de Dalian est sponsorisé par le groupe de haute Technologie DuPont, par le groupe Sina (internet) ainsi que par le groupe Shide (leader des matériaux de construction).